# ニック・ボール
ニック・ボール（Nick Ball、1997年2月28日 - ）は、イギリスのプロボクサー。マージーサイド・リヴァプール出身。現WBA世界フェザー級王者。

## 来歴

### ジュニア時代
ボクシングに転向する前はムエタイをやっており、14歳のときにジュニアの40kg級の世界王者になっている。

### プロ時代
2017年6月30日、プロデビュー戦を行い4回判定勝ち。
2022年4月23日、ウェンブリーのウェンブリー・スタジアムにてアイザック・ロウとWBC世界フェザー級シルバー王座決定戦を行い、6回1分45秒TKO勝ちを収め王座獲得に成功した。
2023年11月18日、マンチェスターのマンチェスター・アリーナにてWBC世界フェザー級2位の元WBO世界スーパーバンタム級王者アイザック・ドグボエとWBCフェザー級挑戦者決定戦を行い、12回3-0の判定勝ちを収め、4度目のシルバー王座防衛に成功すると共にレイ・バルガスへの挑戦権を獲得した。
2024年3月8日、サウジアラビア・リヤドのキングダム・アリーナにてアンソニー・ジョシュア対フランシス・ガヌーの前座で、WBC世界フェザー級王者レイ・バルガスに挑戦し、2度ダウンを奪うも12回1-1（112-114、116-110、113-113）の引き分けで王座獲得に失敗した。しかし、判定は物議を醸し、ボールのプロモーターのフランク・ウォーレンも「ボールがこの試合に勝った。正直、何が起きているのか分からない。どうして判定が割れたのか理解できない」と語っている。
2024年6月1日、サウジアラビア・リヤドのキングダム・アリーナにてマッチルーム・スポーツとクイーンズベリー・プロモーションズによる5対5の対抗戦の次鋒戦としてWBA世界フェザー級王者レイモンド・フォードに挑戦し、12回2-1（113-115、115-113×2）の判定勝ちを収め王座獲得に成功した。
2024年10月5日、リヴァプールのM＆SバンクアリーナにてWBA世界フェザー級7位のロニー・リオスと対戦し、10回2分6秒TKO勝ちを収め王座の初防衛に成功した。
2025年3月15日、リヴァプールのM＆SバンクアリーナにてWBA世界フェザー級6位のテレンス・ジョン・ドヘニーと対戦。初回終了間際にクリンチからドヘニーが頭を抱えこんだことにボールは怒りドヘニーの尻を蹴り上げ、ドヘニーはその場に倒れ込むが、レフェリーは反則負けはおろか減点さえなく試合を続行。9回にはボールがドヘニーの首をつかんで投げ飛ばしたために1ポイント減点されるが、10回終了時にドヘニーのコーナーが棄権を申し出たためTKO勝ちを収め2度目の王座防衛に成功した。ボールはドヘニーへの蹴りについて少年時代にやっていたムエタイの癖が出てしまったと弁明した。

## 戦績
- プロボクシング：24戦 23勝 (13KO) 無敗 1分

| 戦           | 日付           | 勝敗 | 時間     | 内容    | 対戦相手                   | 国籍             | 備考                                       |
| ------------ | -------------- | ---- | -------- | ------- | -------------------------- | ---------------- | ------------------------------------------ |
| 1            | 2017年6月30日  | ☆    | 4R       | 判定    | ドミトリス・グットマンス   | ラトビア         | プロデビュー戦                             |
| 2            | 2017年7月29日  | ☆    | 4R       | 判定    | ジェイミー・クイン         | イギリス         |                                            |
| 3            | 2017年9月29日  | ☆    | 4R       | 判定    | ルーク・ファッシュ         | イギリス         |                                            |
| 4            | 2017年11月4日  | ☆    | 4R       | 判定    | アントニオ・ホルバティッチ | クロアチア       |                                            |
| 5            | 2018年3月2日   | ☆    | 4R       | 判定    | イノセント・アニャンウー   | オランダ         |                                            |
| 6            | 2018年7月21日  | ☆    | 2R 2:30  | TKO     | ブライアン・フィリップス   | イギリス         |                                            |
| 7            | 2018年11月27日 | ☆    | 2R 1:55  | TKO     | ジョー・ダッカー           | イギリス         |                                            |
| 8            | 2019年3月2日   | ☆    | 2R 1:37  | KO      | レイナルド・カジーナ       | ニカラグア       |                                            |
| 9            | 2019年5月4日   | ☆    | 3R 0:43  | TKO     | マイケル・カレーロ         | ニカラグア       |                                            |
| 10           | 2019年9月21日  | ☆    | 6R       | 判定    | アブドン・セザール         | カメルーン       |                                            |
| 11           | 2019年11月18日 | ☆    | 2R 2:45  | TKO     | ジョンソン・テレス         | ニカラグア       |                                            |
| 12           | 2020年2月28日  | ☆    | 1R 終了  | TKO     | イワン・ゴドール           | スロバキア       |                                            |
| 13           | 2020年7月31日  | ☆    | 8R       | 判定    | ジェローム・キャンベル     | イギリス         |                                            |
| 14           | 2021年10月9日  | ☆    | 1R 0:36  | TKO     | ピョートル・グデル         | ポーランド       |                                            |
| 15           | 2022年4月23日  | ☆    | 6R 1:45  | TKO     | アイザック・ロウ           | イギリス         | WBC世界フェザー級シルバー王座決定戦        |
| 16           | 2022年7月16日  | ☆    | 12R 1:27 | TKO     | ナサニエル・カコロロ       | ナミビア         | WBCシルバー防衛1                           |
| 17           | 2022年11月11日 | ☆    | 1R 1:48  | TKO     | ヘスス・ラミレス・ルビオ   | メキシコ         | WBCシルバー防衛2                           |
| 18           | 2023年5月27日  | ☆    | 12R 2:15 | TKO     | ルドゥモ・ラマティ         | 南アフリカ共和国 | WBCシルバー防衛3                           |
| 19           | 2023年11月18日 | ☆    | 12R      | 判定3-0 | アイザック・ドグボエ       | イギリス         | WBCフェザー級挑戦者決定戦 WBCシルバー防衛4 |
| 20           | 2024年3月8日   | △    | 12R      | 判定1-1 | レイ・バルガス             | メキシコ         | WBC世界フェザー級タイトルマッチ            |
| 21           | 2024年6月1日   | ☆    | 12R      | 判定2-1 | レイモンド・フォード       | アメリカ合衆国   | WBA世界フェザー級タイトルマッチ            |
| 22           | 2024年10月5日  | ☆    | 10R 2:06 | TKO     | ロニー・リオス             | アメリカ合衆国   | WBA防衛1                                   |
| 23           | 2025年3月15日  | ☆    | 10R 終了 | TKO     | テレンス・ジョン・ドヘニー | アイルランド     | WBA防衛2                                   |
| 24           | 2025年8月16日  | ☆    | 12R      | 判定3-0 | サム・グッドマン           | オーストラリア   | WBA防衛3                                   |
| テンプレート |                |      |          |         |                            |                  |                                            |

## 獲得タイトル
- WBC世界フェザー級シルバー王座
- WBA世界フェザー級王座（防衛2）